# Куке (Кремона)
Куке је насеље у Италији у округу Кремона, региону Ломбардија.
Према процени из 2011. у насељу је живело 19 становника. Насеље се налази на надморској висини од 56 м.